# 8. pehotni polk (Avstro-Ogrska)
Za druge 8. polke glejte 8. polk.
8. pehotni polk (izvirno nemško Infanterie Regiment Nr. 8; dobesedno slovensko: Pehotni polk št. 8) je bil pehotni polk k.u.k. Heera.

## Poimenovanje
- Mährisches Infanterie Regiment »Erzherzog Carl Stephan« Nr. 8/Moravski pehotni polk »Nadvojvoda Karel Štefan« št. 8
- Infanterie Regiment Nr. 8 (1915 - 1918)

## Zgodovina
Polk je bil ustanovljen leta 1642. 

### Prva svetovna vojna
Polkovna narodnostna sestava leta 1914 je bila sledeča: 31% Nemcev, 67% Čehov in 2% drugih. Naborni okraj polka je bil v Brünn, pri čemer so bile polkovne enote garnizirane sledeče: Brünn (štab, I., II. in IV. bataljon) in Trebinje (III. bataljon).
Polk je sodeloval v bojih na soški fronti.
V sklopu t. i. Conradovih reform leta 1918 (od junija naprej) je bilo znižano število polkovnih bataljonov na 3.

## Organizacija
1918 (po reformi)
- 1. bataljon
- 2. bataljon
- 4. bataljon

## Poveljniki polka
- 1859: Ferdinand Lindner[8]
- 1865: Ferdinand von Lindner[9]
- 1879: Adolph Giesl von Gieslingen[10]
- 1908: Arthur Van-Zel von Arlon[11]
- 1914: Robert Trimmel[1]